# Hruškovský potok
Hruškovský potok (někdy uváděn jako Starosedelský potok či Starosedlský potok) je pravostranným přítokem Ohře v okrese Sokolov v Karlovarském kraji.
Délka toku měří 5,1 km.
Plocha povodí činí 8,2 km².

## Průběh toku
Potok pramení ve Slavkovském lese nedaleko východního okraje Hruškové, části města Sokolov. Jeho pramen se nachází v nadmořské výšce okolo 630 metrů na jihozápadním úbočí Spáleného vrchu (744 m). Od pramene v podmáčené louce u lesa teče potok západním směrem a míjí Sportcentrum Hrušková. Nad ním se vypíná památný strom Lípa u pomníčku v Hruškové. Tok potoka se otáčí k jihu a prudce klesá do Sokolovské pánve. Zde již koryto potoka, sevřené strmými svahy, opouští hornatý terén a pokračuje pastvinami ke Starému Sedlu. Na okraji obce teče nedaleko zemědělského statku, dříve provozních budov bývalého hlubinného dolu Michal. Ve Starém Sedle podtéká potok silnicí spojující obec s městem Sokolov. Krátce předtím, než dorazí k soutoku s Ohří, jsou do potoka odváděny dědičnou štolou Jana Křtitele důlní vody bývalého dolu Michal. Portál štoly se nachází v blízkosti levého břehu potoka. Štola, resp. její portál a opěrná kamenná zeď, je od roku 2000 kulturní památkou. Nad protějším břehem se na vyvýšeném místě nachází další kulturní památka zámek ve Starém Sedle. Po několika metech, při hranici území přírodní památky Údolí Ohře, se potok zprava vlévá do Ohře na jejím 190,4 říčním kilometru.